# Jüdischer Friedhof Binsfelder Straße (Düren)

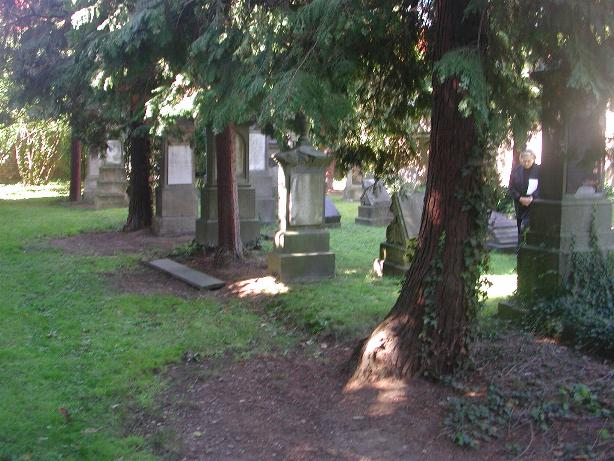
Blick auf den Friedhof

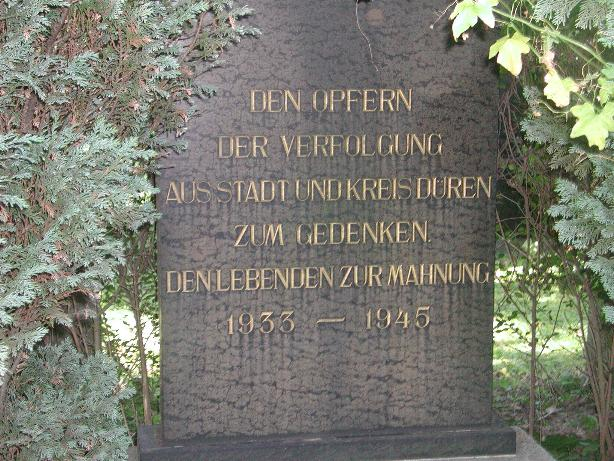
Gedenkstein auf dem Friedhof

Der neue Jüdische Friedhof befindet sich in der Binsfelder Straße in Düren in Nordrhein-Westfalen.
Der Friedhof liegt in Düren-Ost zwischen der Binsfelder Straße und der Danziger Straße direkt an der Satellitenstadt. Auf dem Begräbnisplatz ist auch ein Gedenkstein aufgestellt. Es ist der einzige jüdische Friedhof im Kreis Düren, der nach dem Zweiten Weltkrieg bis 2000 noch belegt wurde. 
Die Juden aus Düren und Umgebung nutzten den Friedhof seit 1888. An der Friedhofsmauer stehen 22 Grabsteine (Mazewot) von dem geschleiften Ort Langweiler.
Im Juni 1996 wurden viele der etwa 200 Grabsteine umgeworfen und aus der Erde gerissen. Eine Bürgergemeinschaft setzte den Friedhof bis September 1996 wieder instand. Am 31. Mai 2020 kam es zu weiteren Zerstörungen.
Der jüdische Friedhof gehört heute dem Landesverband der Jüdischen Gemeinden von Nordrhein.
Die letzten Beerdigungen waren 1999 und 2000 die der Eheleute Hanna und Emil Kamp, die nach der Emigration in Südamerika bis zu ihrem Tod in Düren lebten.
Der Friedhof ist unter Nummer 1/60 in die Denkmalliste der Stadt Düren eingetragen.